# Raveniola pontica
Espèce
Synonymes
- Brachythele pontica Spassky, 1937

Raveniola pontica est une espèce d'araignées mygalomorphes de la famille des Nemesiidae.

## Distribution
Cette espèce se rencontre en Géorgie en Abkhazie et en Russie dans le kraï de Krasnodar et la république d'Adyguée,.

## Description
La carapace de la femelle paratype mesure 5,1 mm de long sur 4,5 mm et l'abdomen 6,1 mm de long sur 4,1 mm.
Le mâle décrit par Zonstein, Kunt et Yağmur en 2018 mesure 13,10 mm et la femelle 16,15 mm.

## Systématique et taxinomie
Cette espèce a été décrite sous le protonyme Brachythele pontica par Spassky en 1937. Elle est placée dans le genre Raveniola par Zonstein en 1987.

## Étymologie
Son nom d'espèce lui a été donné en référence au lieu de sa découverte, le Pont-Euxin.

## Publication originale
- Spassky, 1937 : Araneae palaearcticae novae. Mygalomorphae. I. Festschrift zum 60 Geburtstage von Prof. Dr. Embrik Strand. vol. 3, p. 361-368.